# Tök
Tök is een plaats (község) en gemeente in het Hongaarse comitaat Pest. Tök telt 1293 inwoners (2001).